# Marrancos
Marrancos is een plaats (freguesia) in de Portugese gemeente Vila Verde en telt 548 inwoners (2001).